# Narbonne–Portbou-vasútvonal
A Narbonne–Portbou-vasútvonal egy egy 107 km hosszú, kétvágányú, 1,5 kV egyenárammal villamosított 1 435 mm nyomtávolságú  nemzetközi vasútvonal a francia Narbonne és a spanyol Portbou között. Mivel Spanyolországban szélesebb nyomtávolságot alkalmaznak, ezért az utolsó állomásközben, Cerbère és Portbou között a vasútvonal mindkét nyomtávolsággal kiépült.

## Története
A vasútvonal 1858 és 1878 között épült meg, villamosítása 1981 és 1982 között történt meg.

## Forgalom
A vonalon az alábbi személyszállító vonatkategóriák közlekednek:
- EuroCity - Montpellier-ből to Barcelonába és Cartagena-ba,
- TGV - Párizsból Figueresbe, érintve a Narbonne és Perpignan közötti szakaszt,
- Intercités - Párizsból Portbou-ba Toulouse-on át,
- TER Languedoc-Roussillon regionális vonatok

## Képgaléria

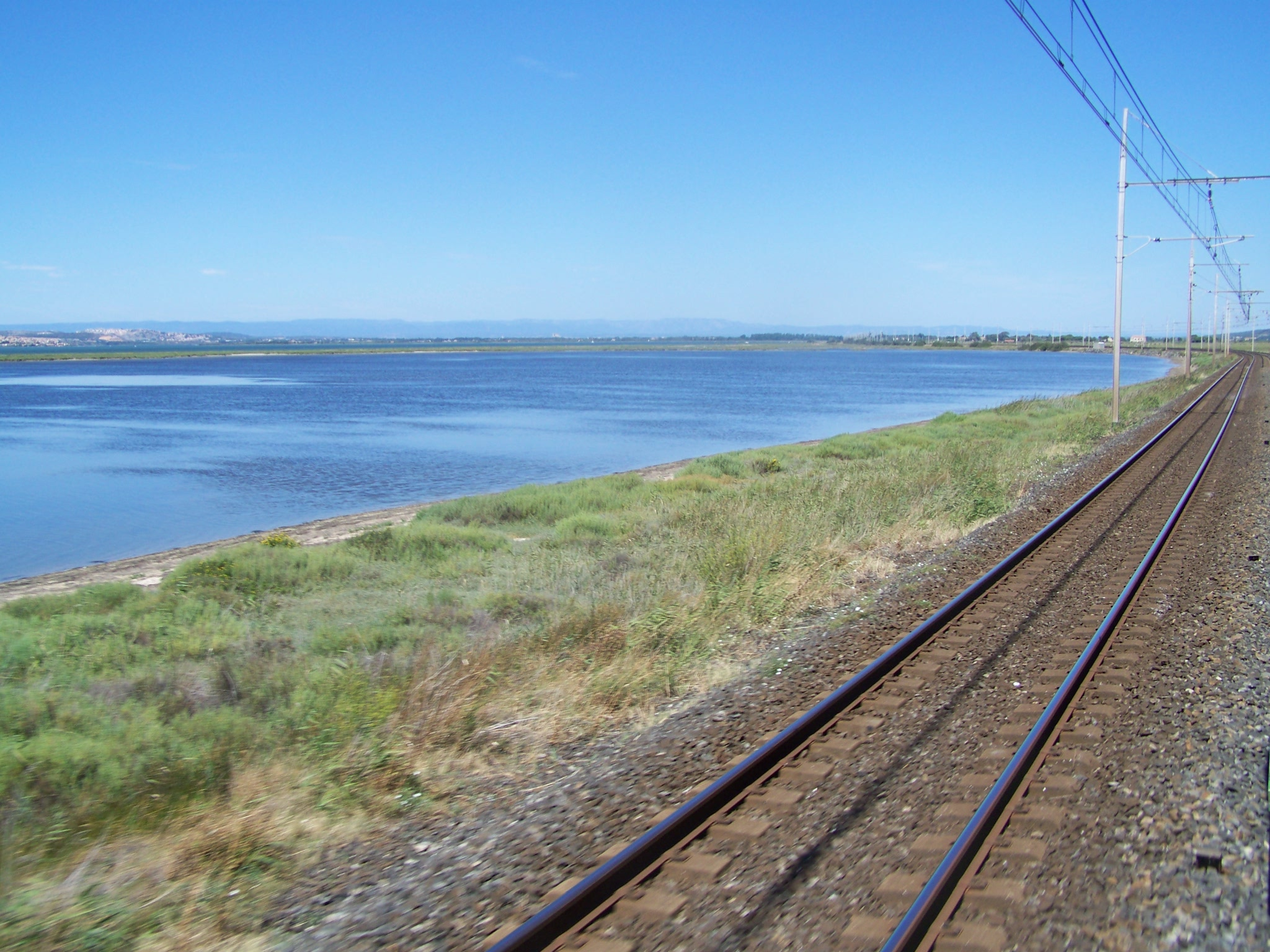
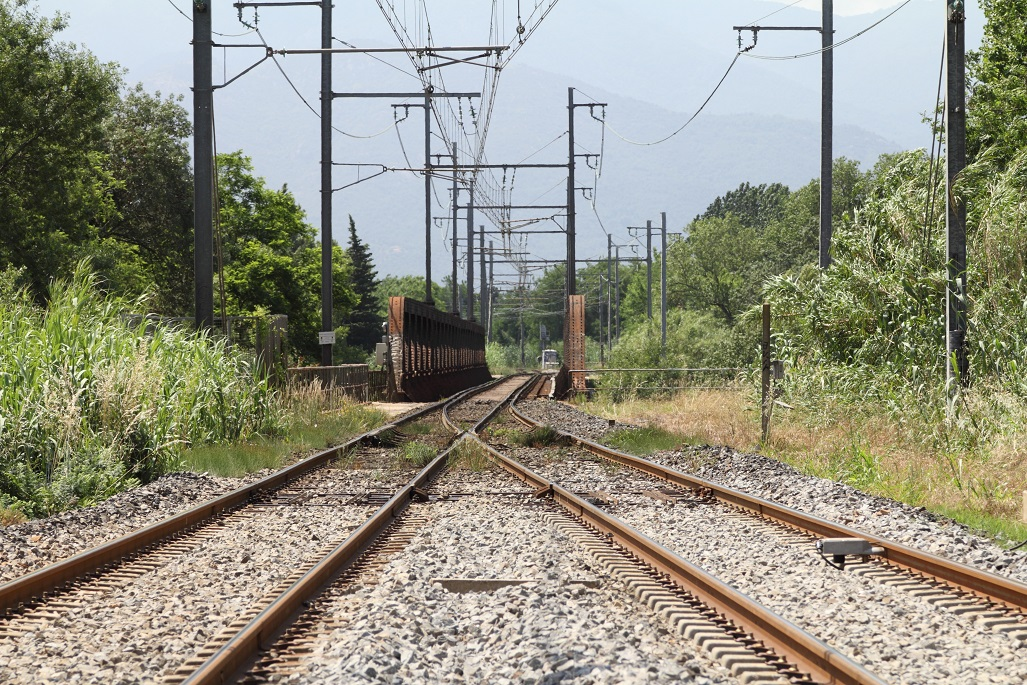
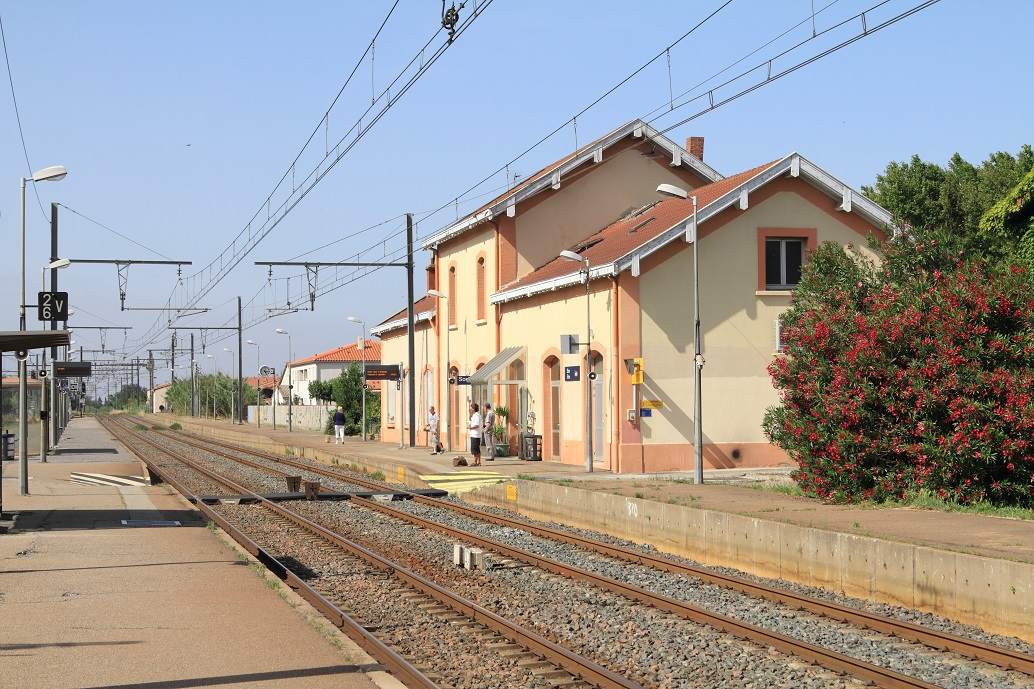
Gare d'Elne.